# 马来统治者

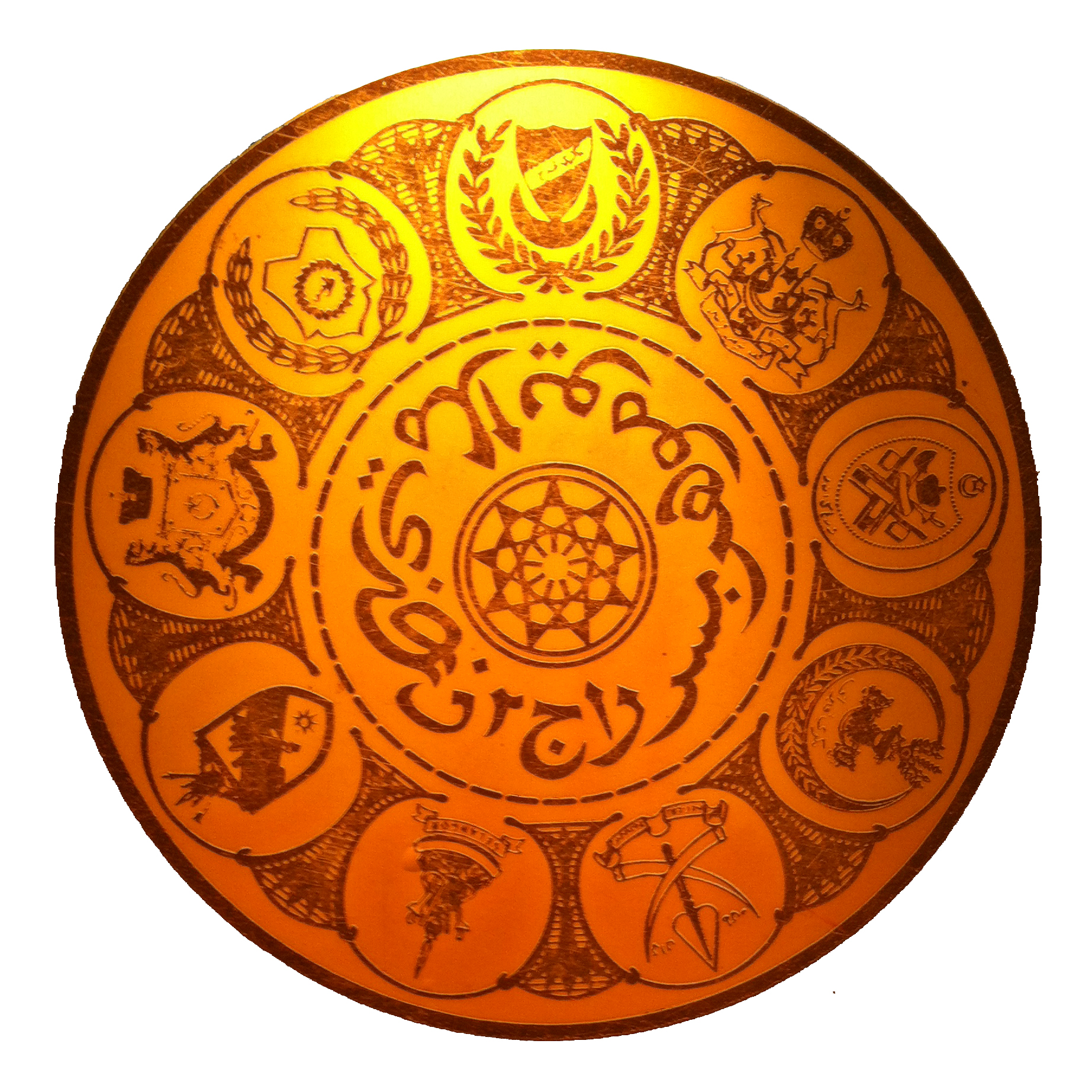
马来统治者之玺，展示于旧国家皇宫

马来统治者（直譯「马来诸王」）是指馬來西亞九位世襲君主。这九位君主虽拥有各自的头衔（苏丹、严端或拉惹），有时也使用“州統治者”（Yang di-Pertuan Negeri）为称谓。作为州统治者，他们的尊稱是殿下，即英語稱謂的，而柔佛蘇丹則為陛下，即英語稱謂的。另外，最高元首的尊称也是陛下。

## 構成
馬來西亞是個實施君主立憲制的聯邦國家，政治體制是以西敏制為基礎。在馬來西亞的十三個州屬，其中九個州屬憲制的元首是馬來君主，這九個州屬被稱為「馬來州屬」（Negeri-negeri Melayu）。九個州屬的憲法限制衹有擁有王室血統的男性穆斯林才有繼承為君主的資格，其中七個州屬是實施長子繼承制，分別是吉打、吉蘭丹、柔佛、玻璃市、彭亨、雪蘭莪和登嘉樓；在霹靂，則是實施兄終弟及制；在森美蘭實施的是選舉君主制，君主是由四位酋長從王室的男性成員中選出。吉打、吉蘭丹、柔佛、霹靂、彭亨、雪蘭莪和登嘉樓君主的頭銜是蘇丹；玻璃市君主的頭銜是拉惹；以及森美蘭君主的頭銜是嚴端。

## 統治者的職權
統治者的主要職能是委任立法議會議長（Yang di-Pertua）、行政議會州務大臣（Menteri Besar），並根據州務大臣的建議委任行政議會的行政議員；他也是有關州屬的伊斯蘭教領袖，有權委任伊斯蘭教事務理事會的主席，以及執掌教法的穆夫提（意译“宗教司”）；並根據榮譽制度法令授予勳章和冊封榮譽頭銜。九位馬來君主是統治者理事會的成員，輪流出任最高元首職務。

## 相关称号
- 最高元首（Yang di-Pertuan Agong），馬來西亞國家元首的稱號
- 元首，汶萊蘇丹的稱號
- 元首，馬來西亞諸州世襲君主的稱號
- 蘇丹，吉打、吉蘭丹、柔佛、霹靂、彭亨、汶萊、雪蘭莪和登嘉樓的君主的頭銜
- 嚴端，森美蘭最高統治者的頭銜
- 拉惹，玻璃市君主的頭銜
- 州元首，砂拉越、檳城、馬六甲和沙巴元首的稱號
- 酋長，雙溪烏絨、林茂、日叻務和柔河的四位米南加保酋長，具有憲法承認的世襲地位